# Lyudmila Galkina
Pour les articles homonymes, voir Galkina.
Lioudmila Ivanovna Galkina (en russe : Людмила Ивановна Галкина), née le 20 janvier 1972 à Saratov, est une athlète russe, pratiquant le saut en longueur.

## Palmarès
| Date | Compétition                    | Lieu          | Résultat | Épreuve     | Performance |
| ---- | ------------------------------ | ------------- | -------- | ----------- | ----------- |
| 1989 | Championnats d'Europe juniors  | Varaždin      | 3e       | Longueur    | 6,44 m      |
| 1991 | Championnats d'Europe juniors  | Thessalonique | 2e       | Longueur    | 6,54 m      |
| 1991 | Championnats d'Europe juniors  | Thessalonique | 1re      | Triple saut | 13,67 m     |
| 1991 | Championnats d'Europe juniors  | Thessalonique | 4e       | 4 × 100 m   | 45 s 37     |
| 1993 | Championnats du monde          | Stuttgart     | 5e       | Longueur    | 6,74 m      |
| 1995 | Championnats du monde en salle | Barcelone     | 1re      | Longueur    | 6,95 m      |
| 1995 | Universiade                    | Fukuoka       | 3e       | Longueur    | 6,55 m      |
| 1997 | Championnats du monde          | Athènes       | 1re      | Longueur    | 7,05 m      |
| 1998 | Goodwill Games                 | Uniondale     | 2e       | Longueur    | 6,85 m      |
| 1998 | Championnats d'Europe          | Budapest      | 3e       | Longueur    | 7,06 m      |
| 1999 | Championnats du monde          | Séville       | 4e       | Longueur    | 6,82 m      |
| 2000 | Jeux olympiques                | Sydney        | 8e       | Longueur    | 6,56 m      |
| 2001 | Championnats du monde en salle | Lisbonne      | 6e       | Longueur    | 6,71 m      |
| 2001 | Championnats du monde          | Edmonton      | 8e       | Longueur    | 6,70 m      |
| 2002 | Championnats d'Europe en salle | Vienne        | 3e       | Longueur    | 6,68 m      |
| 2003 | Championnats du monde          | Paris         | 10e      | Longueur    | 6,45 m      |

## Records
| Épreuve          | Épreuve   | Performance | Lieu          | Date            |
| ---------------- | --------- | ----------- | ------------- | --------------- |
| Saut en longueur | Plein air | 7,05 m      | Athènes       | 9 août 1997     |
| Saut en longueur | En salle  | 7,00 m      | Moscou        | 16 février 2001 |
| Triple saut      | Plein air | 13,67 m     | Thessalonique | 10 août 1991    |
| Triple saut      | En salle  | 13,76 m     | Tallinn       | 25 février 2004 |